# Елдг'я
Елдг'я (ісл. Eldgjá, вогняний каньйон) — вулкан та каньйон довжиною до 8 км в Ісландії.

## Опис
Елдг'я — найбільший вулканічний каньйон у світі з глибиною до 150–270 метрів та шириною до 600 метрів. Елдг'я є центральною частиною вулканічної системи вулкану Катла довжиною 75 км на півдні країни, та лежить на південь від Ісландського плато.
На північний схід від каньйону розташовані Кратери Лакі, що належать до тої ж вулканічної системи.
Перше задокументоване виверження в 934 році було найбільшим базальтовим виливом (траповим магматизмом) в історичні часи — з землі вилилось до 18 км³ магми.. Розлив лави становить до 800 км².

Оуфаєруфосс в 1975 р.

В північній частині каньйону є водоспад Оуфаєруфосс (ісл. Ófærufoss), через який раніше був перекинутий природний кам'яний міст. Однак в 1993 році міст обвалився внаслідок сильного потоку води з талого льоду.
Ця північна частина каньйону, включно з водоспадом та оточуючими територіями включена до Національного парку Ватнайокутль з 2011 року.
Каньйон був відкритий ісландський геологом та географом Торвальдуром Тороддсеном в 1893 році.
Дістатися до (частини) каньйону можна Кільцевою дорогою (відрізок біля селища Кірк'юбайярклаустур)

## Виверження 934-40 рр
Елдг'я виник ймовірно при великому виверженні 934 року, коли вилилось до 18 км³ магми, а у повітря було викинуто до 1,4 км³ тефри.

### Можлива послідовність серії вивержень
Серія вивержень почалася з масивного вибухового виверження на південно-західному кінці вулканічної системи, схованому під льодовиком Мюрдальсйокутль (ісл. Mýrdalsjökull). У той же час був спалах у кальдері Катла. Приєдналося еффузивне виверження на півночі, що примикає до Мірдальсйокудль вільною від льоду частиною вулканічної системи.
Це викликало єкуллойпи (ісл. Jökulhlaup) (льодовикові потопи) в східному напрямку по зандрі Мюрдальзандур (ісл. Mýrdalssandur) та в північному напрямку по зандрі Меліфельсзандур (ісл. Mælifellssandur). Одночасно розпочалось виверження в кальдері Катли та приєдналися ефузивні виверження на півночі вулканічної системи, що була вільна від льоду.
Середня частина вулканічної системи, сучасний каньйон Елдг'я, виник в наступній фазі виверження. Наприкінці приєднались виверження на північно-східній межі Ватнайокутль. Серія вивержень тривала 3-4 роки, розпочавшись вибуховою фазою та закінчившись ефузивною фазою.

### Сліди виверження
Стіни каньйону складаються з палагоніту, але покриті шлаком. Окремі сліди дозволяють говорити про наявність лавових стовпів. На дні каньйону також існують активні шлакові кратери.

### Вплив на природне середовище
Виверження Елдг'я було більшим за виверження Кратерів Лакі в вісімнадцятому сторіччі та більше за виверження вулкану Тамбора в 1815 році. У повітря було викинуто 219 млн.тонн двоокису сірки, де відбулася її реакція з водою та киснем та утворилось бл. 450 млн.тонн сірчаної кислоти. Атмосферні аерозолі повинні були покрити більшу частину північної півкулі, а наслідки відчуватися декілька років, однак історичних свідчень тих часів дуже мало.

### Вплив на населення
Вплив на населення мав би бути спустошливий, однак на диво в жодному з відомих ісландських середньовічних джерел це виверження прямо не згадується — ні в Ланднамабок (ісл. Landnámabók), ні в Книзі про ісландців (ісл. Íslendingabók), історії Ісландії, написаних Арі Мідрим. Щодо відсутності згадки про таку визначну подію існують різні теорії, одна з них — щоб не відлякувати людей від подальшого заселення Ісландії.